# Trace Elliot
Trace Elliot es una empresa procedente del Reino Unido basada en la producción de amplificadores para bajos. Los productos han sido utilizados en escenarios y estudios de música por algunos de los más grandes actos en 30 años.

## Historia
En 1979, una tienda musical en Romford, Essex, Reino Unido llamada Soundwave construía y alquilaba sistemas PA para músicos locales. Pronto se hizo evidente que un poco de este equipo no era usado simplemente como PA, sino que también era usado por personas que empleaban el bajo, quienes por mucho tiempo tuvieron que "arreglárselas" con "amplificación impulsada" que era a menudo simplemente un amplificador de guitarra con un circuito de tono modificado.
El dueño de Soundwave y su personal pronto comprendieron el potencial de productos que se desarrollaban expresamente para los bajistas que eran más sustanciales en poder y ofrecieron el tono mayor que formaría instalaciones. Consecuentemente, una gama de productos fue desarrollada.
La dirección decidió que ellos necesitaban una marca separada para esta gama usando solamente Soundwave. Debido a la fabricación de alta calidad y robusta de estos nuevos productos ellos rápidamente se hicieron conocidos como la línea de amplificación que sería necesitada por los bajistas profesionales. De hecho los primeros en usar esta línea de productos fue John Paul Jones de Led Zeppelin y Brian Helicopter de una banda de punk llamada The Shapes.
En abril del 2005 se anunció que Peavey Electronics (Peavey Europa) había adquirido la marca e implicaba una parte del personal clave que había trabajado para Trace Elliot a lo largo de los veinte años anteriores para desarrollar una nueva gama de productos para seguir la marca en el siglo XXI. La marca mantuvo sus raíces de Essex.

## Años recientes
Desde la reintroducción de la marca en el mercado, Trace Elliot ha añadido más productos incluyendo una gama completamente renovada de Trace amplificadores Acústicos.

## Usuarios Notables, pasado y presente
- Mike Kroeger de Nickelback
- Mark King de Level 42
- Steve Harris de Iron Maiden
- The Eagles
- Al Di Meola
- Bon Jovi
- Doug Wimbish
- Eric Johnson
- Guy Pratt con Pink Floyd
- John Entwistle de The Who
- Monte Montgomery
- Paul McGuigan de Oasis
- Stuart Zender Jamiroquai
- Steve Pearce Madonna, Tom Jones, Stevie Wonder
- David Hungate de Toto
- Norman Watt Roy The Blockheads
- Dominic Aitchison Mogwai
- Ed Cosens Reverend & The Makers
- Evil J Otep
- Pino Palladino
- Geddy Lee
- Ed Guzman
- Jean-Jacques Burnel de The Stranglers
- Pepe Bao de O'Funkillo

- Datos: Q2447431
- Multimedia: Trace Elliot / Q2447431